# Ligamentum thyro-epiglotticum

A gége szalagjai

A ligamentum thyro-epiglotticum egy apró és rugalmas szalag a pajzsporc (cartilago thyroidea) és a gégefedőporc (cartilago epiglottica) között. Nehezen látható, mert a pajzsporc szinte teljesen eltakarja.

## Topográfia
A preepiglottikus teret poszteroinferior helyzetben határolja, és elválasztja a commissura anteriortól, a paraglottikus teret anterior helyzetben határolja.
A gégefedő (epiglottis) része, emellett a ligamentum thyrohyoideum medialével, a ligamentum hyoepiglotticummal és a membrana quadrangularisszal négysíkú komplexet alkot.

## Felépítés
Sok ér és mirigy található benne, melyek a közelében lévő Broyles-szalagban és a kettő közti 0-síkban nincsenek jelen, emellett az e szalagot körülvevő érfalakhoz közel sok rugalmas rost van.

## Klinikai jelentőség
Chondrolaringoplasztika során a szalag a pajzsporcról gyakran leválhat. Ennek ellenére ez nem okoz diszfágiát. Ennek oka feltehetően az, hogy a négysíkú komplex, melynek része, többszörösen stabilizálja a gégét.
A fibrillin-1 immun-hisztokémiai festése alapján több fibrillin-1-pozitív, feltehetően oxitalánból álló mikrorosttal rendelkezik a haláluk előtt szájon át táplálkozni képes emberekben, mint az enterális táplálást igénylőkben. Ez összefügghet az öregedéssel járó funkciócsökkenéssel.